# تپه قی گر
تپه قی گر مربوط به عصر برنز - سده‌های اولیه دوران‌های تاریخی پس از اسلام است و در شهرستان سلسله  (الشتر)، بخش مرکزی، دهستان یوسفوند، ۸۰ متری شمال شرق روستای گرکان سفلی واقع شده و این اثر در تاریخ ۷ اسفند ۱۳۸۶ با شمارهٔ ثبت ۲۱۳۸۷ به‌عنوان یکی از آثار ملی ایران به ثبت رسیده است.